# Suzanne Graff
Suzanne Graff es una actriz estadounidense.

## Biografía
Originaria de Milwaukee, Wisconsin, actuó en el escenario durante varias temporadas en el American Folklore Theatre (AFT) en espectáculos como Lumberjacks in Love, que se convirtió en uno de los mayores éxitos de taquilla de la compañía. 
Ella originó el papel de la bromista secretaria Charlene “Charlie” Osmanski en la producción Off-Broadway de Zombies from The Beyond  y desempeñó el papel de Effy, la cartera chismosa, en la producción regional de The Spitfire Grill.  Otros créditos en Nueva York incluyen actuaciones en Twelfth Night con la Riverside Shakespeare Company. 
Ha actuado en giras nacionales de She Stoops to Conquer, As You Like It, Edipo y El sueño de una noche de verano. En Milwaukee, ha aparecido en el Skylight Opera Theatre y en el Theatre Tesseract. Otros créditos regionales incluyen She Loves Me en el Indiana Repertory Theatre y en Twin Cities en el Great American History Theatre y el Jon Hassler Theatre. 
Desde 1998, Graff y su marido, Jerry Gomis, han colaborado como productores del teatro Door Shakespeare, donde sus créditos actorales han incluido papeles en producciones como Twelfth Night, The Merchant of Venice,  Romeo and Juliet, The Merry Wives of Windsor y mucho ruido y pocas nueces.  Estudió con profesores de actuación como Paul Sills  y se formó en el Conservatorio Nacional de Shakespeare de Nueva York. 